# البرت پاکیف
البرت پاکیف (روسی: Альберт Александрович Пакеев؛ زادهٔ ۴ ژوئیهٔ ۱۹۶۸) بوکسور اهل روسیه است.